# Massagno
Massagno är en ort och kommun  i distriktet Lugano i kantonen Ticino, Schweiz. Kommunen har 6 676 invånare (2023).
Massagno är en helt sammanvuxet med Lugano.